# Гафса (вилайет)
Га́фса (араб. ولاية قفصة‎) — вилайет в центре Туниса.
- Административный центр — город Гафса.
- Площадь — 8 990 км², население — 329 800 человек (2007 год).

## География
На севере граничит с вилайетом Касерин, на северо-востоке с вилайетом Сиди-Бу-Зид, на юго-востоке с вилайетом Габес, на юге с вилайетом Кебили, на юго-западе с вилайетом Таузар, на западе с Алжиром.

## Административное деление
Вилайет Гафса делится на 11 округов:
- Белхир
- Эль-Геттар
- Эль-Ксар
- Северная Гафса
- Южная Гафса
- Мдилла
- Метлави
- Муларес
- Редееф
- Сенед
- Сиди-Айш